# Herzogtum Sachsen-Coburg und Gotha
Das Herzogtum Sachsen-Coburg und Gotha (auch: Sachsen-Koburg und Gotha) war ein deutscher Kleinstaat. Es entstand 1826 aus den ernestinischen Herzogtümern Sachsen-Coburg und Sachsen-Gotha. Es wurde zuerst durch Herzog Ernst I. in Personalunion regiert, die 1852 unter Herzog Ernst II. zu einer Realunion ausgeweitet wurde. Das Doppelherzogtum wurde damit zu einem quasiföderalen Einheitsstaat.

## Geschichte

Grenzzeichen des „Herzogthums Sachsen-Coburg“

Das Herzogtum entstand gemäß einem Schiedsspruch König Friedrich Augusts I. von Sachsen mit dem Teilungsvertrag zu Hildburghausen vom 12. November 1826 zur umfassenden Neugliederung der ernestinischen Herzogtümer. Nach dem Aussterben der Linie Sachsen-Gotha-Altenburg tauschte der Herzog von Sachsen-Hildburghausen sein Herzogtum mit Sachsen-Altenburg. Die Linie Sachsen-Meiningen bekam Sachsen-Hildburghausen und von Sachsen-Coburg-Saalfeld den Saalfelder Landesteil sowie das Amt Themar und die Orte Mupperg, Mogger, Liebau und Oerlsdorf. Das Herzogtum Sachsen-Coburg-Saalfeld erhielt das Herzogtum Sachsen-Gotha, von Sachsen-Hildburghausen die Ämter Königsberg und Sonnefeld und von Sachsen-Meiningen die Güter Callenberg und Gauerstadt.
Landesherr Herzog Ernst von Sachsen-Coburg-Saalfeld erhielt zudem nach dem Wiener Kongress als Entschädigung für die den Verbündeten in den Befreiungskriegen gegen Frankreich geleistete Hilfe 1816 das Fürstentum Lichtenberg an der Nahe zugesprochen. Aufgrund der großen Entfernung zu Coburg und der Unruhen infolge des Hambacher Festes verkaufte der Herzog das Fürstentum 1834 an Preußen.
Das neu entstandene Herzogtum Sachsen-Coburg und Gotha war zunächst ein Doppelherzogtum mit zwei Landesteilen: dem Herzogtum Sachsen-Coburg unter gleichem Namen, das in ähnlicher Ausdehnung schon einmal bis 1735 bestanden hatte, sowie dem Herzogtum Sachsen-Gotha, das es zuvor von 1640 bis 1672 ebenfalls unter gleichem Namen schon einmal gab, damals aber noch deutlich größer war. Das Doppelherzogtum wurde vom Haus Sachsen-Coburg und Gotha in Personalunion regiert, dafür gab es aber insgesamt nur eine Stimme im Bundestag. Die Errichtung eines Einheitsstaates war 1826 versäumt worden. Nach dem Staatsgrundgesetz von 1852 waren die Herzogtümer in Realunion verbunden. Das Doppelherzogtum war dann ein quasiföderaler Einheitsstaat. Spätere Versuche zur Verschmelzung der Herzogtümer scheiterten 1867, weil der Gothaer Landtag nicht die hohen Coburger Landesschulden übernehmen wollte, und 1872, als die Vereinigungsfrage mit der Domänenfrage verbunden werden sollte.
Trotz der geringen deutschlandpolitischen Bedeutung des Herzogtums legte Ernst II. einen Plan zur Reform des Deutschen Bundes vor. Laut den Vorstellungen von 1855/1856 sollte es eine deutsche Volksvertretung neben dem Bundestag geben.
Es gab mit Gotha und Coburg zwei Residenzstädte. Deshalb zog der gesamte herzogliche Hof mit dem Hoftheater zweimal jährlich um: von Coburg nach Gotha und zurück. Für das Hoftheater existierten zwei nahezu identische Spielstätten, welche gleichzeitig 1840 in Gotha (im Zweiten Weltkrieg zerstört) und Coburg (heute Landestheater Coburg) errichtet wurden. Neben den Residenzschlössern Friedenstein in Gotha sowie Ehrenburg in Coburg benutzte die herzogliche Familie auch das Schloss Reinhardsbrunn bei Gotha sowie die Schlösser Callenberg und Rosenau bei Coburg.
Nur das Herzogtum Gotha gehörte neben den Herzogtümern Sachsen-Meiningen, Sachsen-Altenburg und vor allem dem Großherzogtum Sachsen-Weimar-Eisenach zu den Erhalterstaaten der Universität Jena. Es hatte auch ein eigenes Landgericht, während das für das Herzogtum Coburg zuständige in Meiningen war.
Das Herzogtum Sachsen-Coburg und Gotha erhielt am 3. Mai 1852 ein Staatsgrundgesetz, welches wesentliche Teile der Grundrechte aus der Verfassung der Frankfurter Nationalversammlung übernommen hatte. Es trat 1834 dem Deutschen Zollverein bei. 1867 wurde es Bundesstaat des Norddeutschen Bundes und 1871 des Deutschen Reiches. Im Bundesrat in Berlin, wo es eine Stimme hatte, unterhielt es seinen eigenen Bevollmächtigten und ließ sich erst ab 1913, wie die meisten anderen thüringischen Staaten, durch das Großherzogtum Sachsen-Weimar-Eisenach vertreten.
Nach dem Ende der Monarchie 1918 entstanden aus den beiden Landesteilen die Freistaaten Coburg und Sachsen-Gotha (anfangs auch Republik Gotha genannt). Nach einer Volksabstimmung am 30. November 1919 vereinigte sich der Freistaat Coburg am 1. Juli 1920 mit dem Freistaat Bayern und am 1. Mai desselben Jahres ging der Freistaat Gotha im neuen Land Thüringen auf.

## Politik
Es bestand für jedes Herzogtum ein eigener Landtag (11 Mitglieder im Coburger Landtag und 17 Mitglieder in Gotha), die durch Zusammentritt einen gemeinschaftlichen Landtag bilden konnten. Für die beiden Herzogtümer gab es zwar ein Staatsministerium in Gotha, dieses hatte aber zwei nahezu unabhängige Ministerialabteilungen in Coburg und Gotha. Der Staatsminister leitete die Gothaer Ministerialabteilung und war verantwortlich für die gemeinsamen Staatsangelegenheiten sowie die Wirtschafts- und Gewerbepolitik, das Justizwesen und die Durchführung der Reichsgesetze. In Coburger Landesangelegenheiten, wie beispielsweise das Kommunalwesen, die Polizeiaufgaben, Kirche und Schule sowie Vermögensverwaltung und Finanzen, aber auch bis 1891 in Hofangelegenheiten, konnte er nicht eingreifen. Die Finanzen beider Herzogtümer blieben grundsätzlich getrennt. Über einen gemeinschaftlichen Etat wurden vor allem die finanziellen Beziehungen zum Reich abgewickelt und die gemeinschaftlichen Aufgaben bestritten. Zuschüsse aus beiden Landesetats erfolgten im Verhältnis 7:3 zwischen Gotha und Coburg.

## Währung und Postregal
Das Herzogtum trat 1838 dem Dresdner Münzvertrag bei. Zwei Taler im preußischen 14-Taler-Münzfuß entsprachen nun 3 1⁄2 süddeutschen Gulden im 24 1⁄2-Gulden-Fuß, was als gemeinsame Vereinsmünze der „contrahierenden Staaten“ gelten sollte. Diese Vereinsmünze zu „2 Taler = 3 1⁄2 Gulden“ war in jedem Zollvereins-Land gesetzlich gültig – unabhängig davon, wer der jeweilige Emittent der Vereinsmünze war. Sachsen-Coburg und Sachsen-Gotha prägten eigene Münzen:
- Sachsen-Coburg im bayerischen Münzfuß (1 Gulden zu 60 Kreuzer zu 240 Pfennigen), Münzstätten bestanden in Dresden 1841–1872, in Berlin 1886–1911
- Sachsen-Gotha im königlich-sächsischen Münzfuß (1 Taler zu 30 Groschen zu 300 Pfennigen), Münzstätte Gotha.

Erst mit der Einführung der Mark als Reichswährung zum 1. Januar 1876 nach dem Gesetz vom 4. Dezember 1871 wurde die Zersplitterung des Währungswesens aufgehoben.
Die Thurn-und-Taxis-Post sicherte sich durch Verträge mit den ernestinischen Herzogtümern das Postregal:
- 30. Juni 1816 mit Herzog Ernst für das Herzogtum Sachsen-Coburg-Saalfeld,
- 24. Februar 1817 mit Herzog Friedrich IV. für den Landesteil Gotha des Herzogtums Sachsen-Gotha-Altenburg.

Schon äußerlich war die gemeinsame Verwaltung am Namen, an den Postwappen und an den Uniformen, die sich durch verschiedene Kragenfarben unterschieden, zu erkennen. So lautete der Name der Postanstalt „Herzoglich Coburgische, Fürstlich Thurn und Taxissche Lehenspostexpedition“ bzw. „Herzoglich Gothaische, Fürstlich Thurn und Taxissche Lehenspostexpedition“. Das Postwappen vereinte demzufolge beide Wappen, unten das herzogliche, darüber das fürstlich Thurn und Taxissche. Von 1852 bis 1866 gab die Thurn-und-Taxis-Post eigene Briefmarken in zwei verschiedenen Währungen aus. Sachsen-Coburg gehörte zum Südlichen Bezirk mit Kreuzerwährung, Sachsen-Gotha zum Nördlichen Bezirk mit Groschenwährung. Ab 1867 ging das Postregal an Preußen über, das jedoch – ebenso wie der Norddeutsche Bund – bis zur Einführung der Reichswährung 1876 Briefmarken in Groschen- und Kreuzerwährung ausgab.

## Gerichtswesen
Die Gerichtsbarkeit oblag dem Oberlandesgericht in Jena. Es war zuständig für die vier sachsen-ernestinischen Staaten, das Fürstentum Schwarzburg-Rudolstadt und die beiden reußischen Fürstentümer sowie die preußischen Kreise Schmalkalden, Schleusingen und Ziegenrück. Das Herzogtum unterhielt zwei Landgerichte, eines für das Herzogtum Sachsen-Gotha und eines gemeinschaftlich mit Sachsen-Meiningen für das Herzogtum Sachsen-Coburg, sowie 13 Amtsgerichte.
- Landgericht Gotha (für Sachsen-Gotha) mit den acht Amtsgerichten Gotha, Liebenstein, Ohrdruf, Tenneberg, Thal, Tonna, Wangenheim, Zella,
- Landgericht Meiningen (für Sachsen-Meiningen, Sachsen-Coburg, den preußischen Landkreis Schleusingen in der Provinz Sachsen und den preußischen Landkreis Schmalkalden in der Provinz Hessen-Nassau), in Sachsen-Coburg mit den fünf Amtsgerichten Coburg, Königsberg, Neustadt an der Haide, Rodach, Sonnefeld.

Für Einzelheiten des Gerichtswesens siehe Gerichte im Herzogtum Sachsen-Coburg und Gotha

## Militär
Als Mitglied des Deutschen Bundes stellte das Herzogtum ein Kontingent von 1366 Mann Infanterie und bildete das 2. Bataillon der Reservedivision des Bundesheeres. Als nach dem Aussterben des Hauses Sachsen-Gotha 1825 dessen Herzogtum an die Coburger Linie fiel, wurde das Gothaische mit dem Coburger Kontingent vereinigt. In Gotha stand somit ein Bataillon Infanterie, in Coburg eine Jäger-Abteilung. 1855 wurde das Kontingent auf zwei Bataillone zu vier Kompanien gebracht.
Nach der 1867 mit Preußen abgeschlossenen und 1873 erneuerten Militärkonvention bildeten die Truppen der beiden Herzogtümer im Deutschen Kaiserreich mit denen von Sachsen-Meiningen das 6. thüringische Infanterieregiment Nr. 95, das zum 11. preußischen Armeekorps in Kassel gehörte. Dessen I. Bataillon lag in Gotha in Garnison, das II. Bataillon in Hildburghausen und das III. Bataillon in Coburg.

## Verwaltungsgliederung

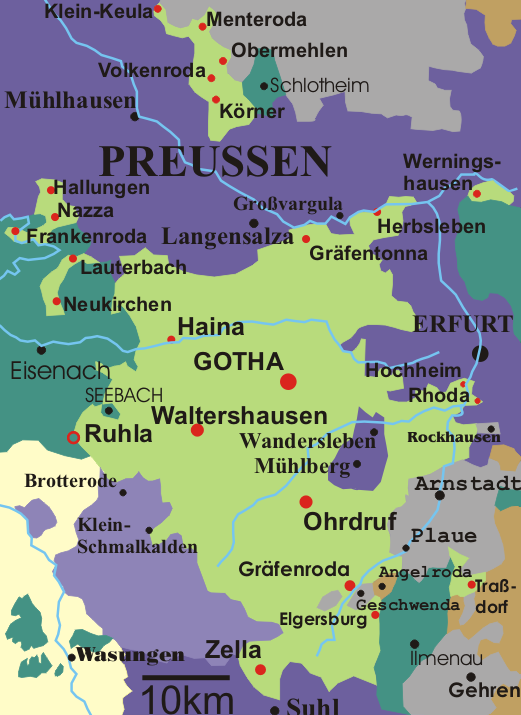
Herzogtum Sachsen-Gotha

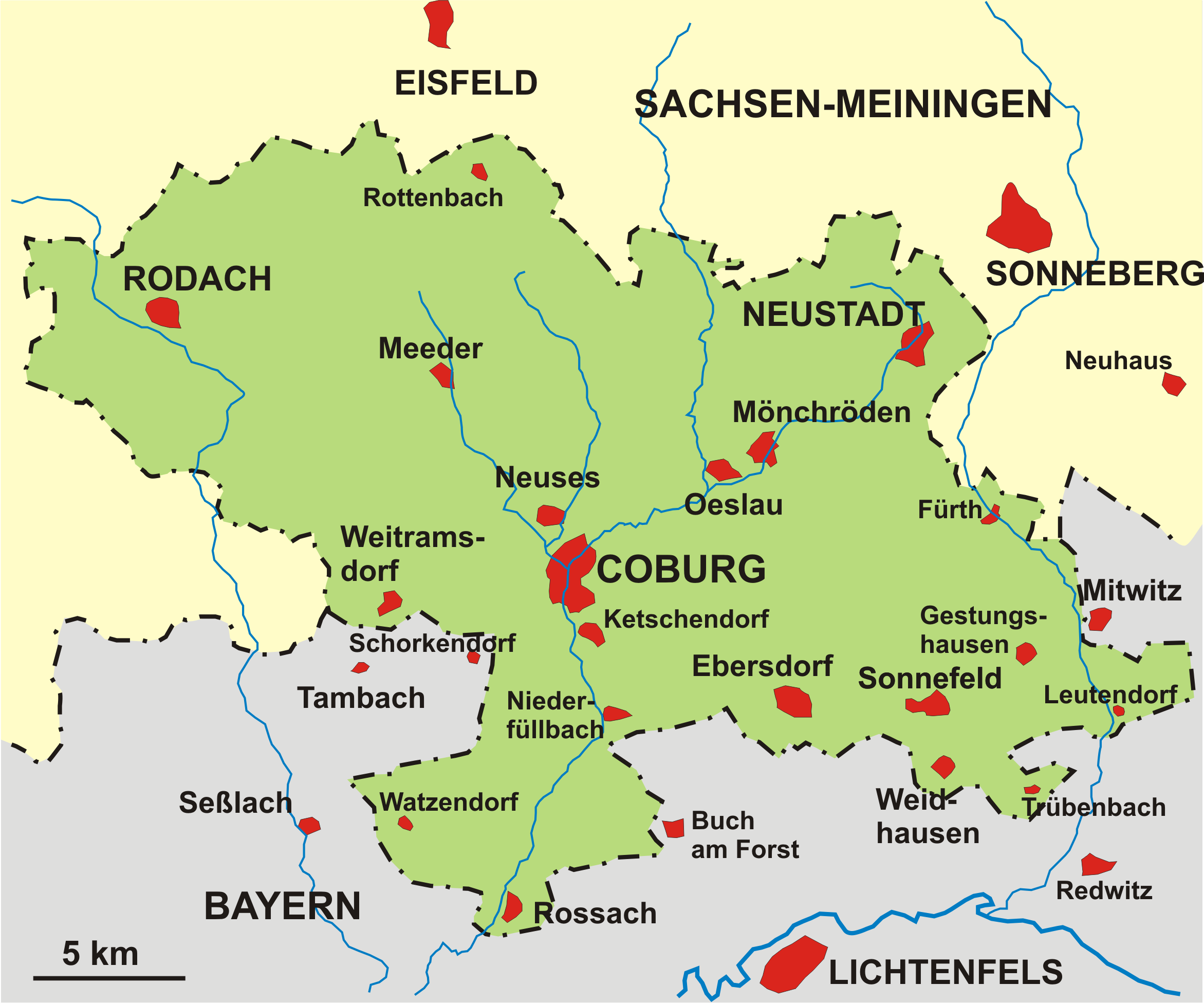
Herzogtum Sachsen-Coburg

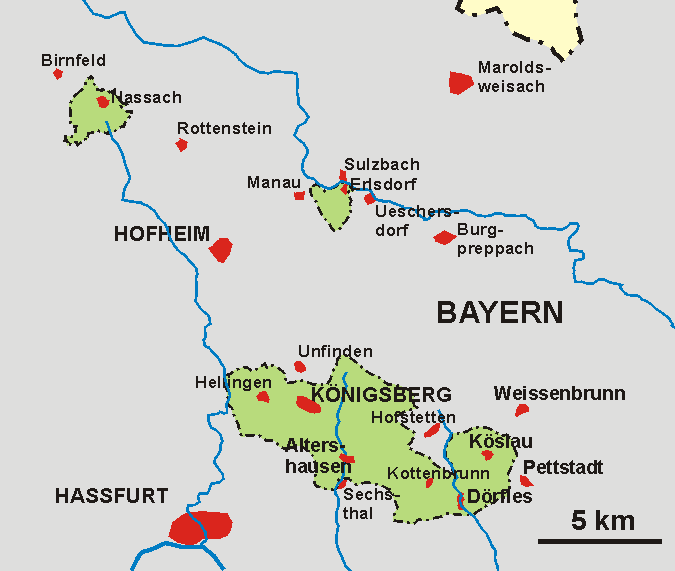
Herzogtum Sachsen-Coburg, Exklave Königsberg in Franken

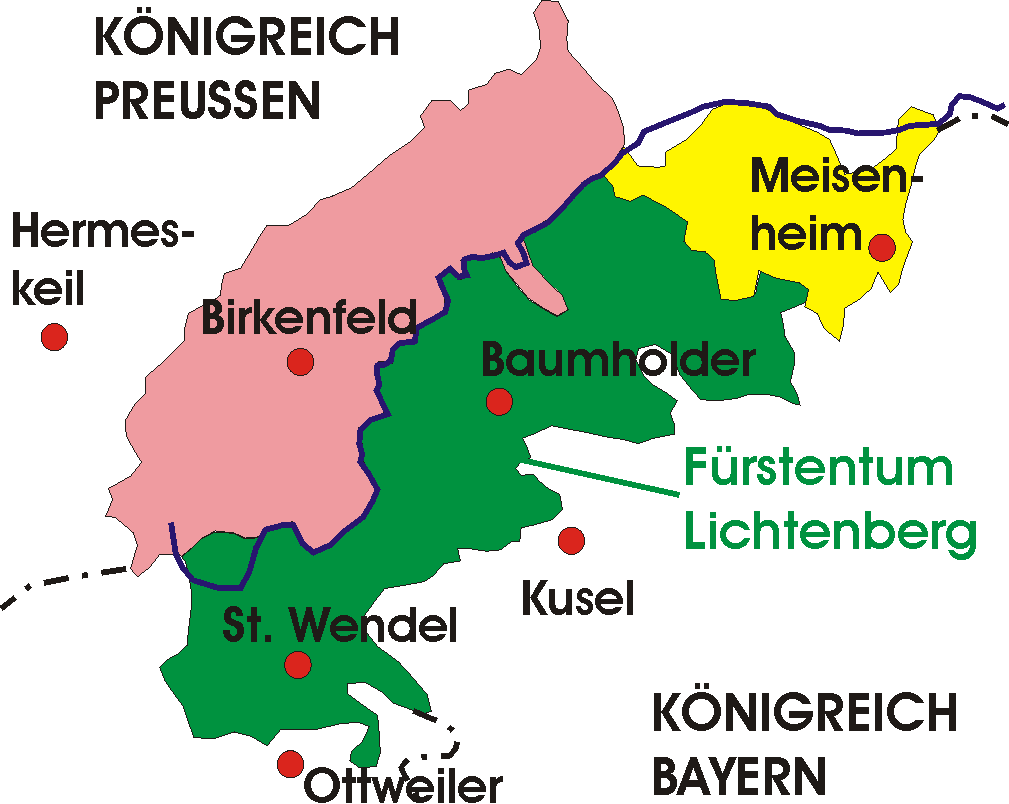
Fürstentum Lichtenberg

### Herzogtum Sachsen-Gotha
Das Herzogtum gliederte sich in die amtsfreien Städte Gotha, Ohrdruf und Waltershausen sowie die drei Landratsämter Gotha, Ohrdruf und Waltershausen. Außerhalb des Kerngebiets des Herzogtums lagen fünf Exklaven:
- Nazza mit Ebenshausen, Frankenroda und Hallungen
- Neukirchen mit Lauterbach
- Körner mit Hohenbergen, Kleinkeula, Menteroda, Obermehler, Pöthen und Volkenroda
- Werningshausen
- Traßdorf mit Kettmannshausen und Neuroda

### Herzogtum Sachsen-Coburg
Das Herzogtum gliederte sich in die amtsfreien Städte Coburg, Königsberg, Neustadt an der Haide, Rodach sowie das Landratsamt Coburg. Außerhalb des Kerngebiets des Herzogtums lagen drei Exklaven:
- Königsberg mit Altershausen, Dörflis, Hellingen, Köslau und Kottenbrunn
- Nassach
- Erlsdorf

Das Fürstentum Lichtenberg, das bis 1834 zum Herzogtum Coburg gehörte, hatte 1816 auf einer Fläche von 537 km² etwa 25.000 Einwohner. Die beiden Städte des Fürstentums waren St. Wendel und Baumholder.
Verwaltungsgliederung mit Einwohnerzahl 1871
| Immediatstadt         | Einwohner 1871 |
| --------------------- | -------------- |
| Coburg                | 12.819         |
| Königsberg (Franken)  | 00.963         |
| Neustadt an der Haide | 03.207         |
| Rodach                | 01.795         |
| Landratsamt           | Einwohner 1871 |
| Coburg                | 32.925         |
| Landesteil            | Einwohner 1871 |
| Herzogtum Coburg      | 51.709         |
| Immediatstadt         | Einwohner 1871 |
| Gotha                 | 20.591         |
| Ohrdruf               | 05.562         |
| Waltershausen         | 04.248         |
| Landratsamt           | Einwohner 1871 |
| Gotha                 | 35.908         |
| Ohrdruf               | 27.080         |
| Waltershausen         | 29.241         |
| Landesteil            | Einwohner 1871 |
| Herzogtum Gotha       | 122.6300       |

## Einwohnerentwicklung
|                                    | 1865    | 1880    | 1885    | 1910    |
| ---------------------------------- | ------- | ------- | ------- | ------- |
| Herzogtum Sachsen-Gotha            | 112.417 | 137.988 | 141.446 | 182.359 |
| Herzogtum Sachsen-Coburg           | 47.014  | 56.728  | 57.383  | 74.818  |
| Herzogtum Sachsen-Coburg und Gotha | 159.431 | 194.716 | 198.829 | 257.177 |

## Größte Städte
| Stadt                     | Einwohner 3. Dez. 1852 |
| ------------------------- | ---------------------- |
| Gotha                     | 15.066                 |
| Coburg                    | 09.907                 |
| Ohrdruf                   | 04.559                 |
| Waltershausen             | 03.292                 |
| Neustadt an der Haide     | 02.561                 |
| Friedrichroda             | 02.262                 |
| Zella St. Blasii          | 02.067                 |
| Ruhla, gothaischer Anteil | 02.038                 |

| Stadt                     | Einwohner 1. Dez. 1910 | Veränderung seit 1852 |
| ------------------------- | ---------------------- | --------------------- |
| Gotha                     | 39.553                 | + 163 %               |
| Coburg                    | 23.789                 | + 140 %               |
| Neustadt an der Haide     | 07.977                 | + 211 %               |
| Waltershausen             | 07.536                 | + 129 %               |
| Ohrdruf                   | 06.504                 | 0+ 43 %               |
| Zella St. Blasii          | 05.690                 | + 175 %               |
| Friedrichroda             | 04.711                 | + 108 %               |
| Ruhla, gothaischer Anteil | 03.966                 | 0+ 95 %               |

Außerdem lagen 1910 im Vergleich zu 1852 folgende Orte über der Marke von 2000 Einwohnern: Gemeinde Siebleben (3336 – 908; +267 %), Stadt Rodach (2812 – 1756; +60 %), Gemeinde Gräfenroda (2796 – 1264; +121 %), Gemeinde Herbsleben (2603 – 1937; +34 %), Gemeinde Ichtershausen (2517 – 824; +205 %), Gemeinde Mehlis (6.625 – 1.917; +246 %), Gemeinde Tambach (3.008 – 2.073; +45 %) und Gemeinde Wölfis (2045 – 1409; +45 %).

## Herzöge von Sachsen-Coburg und Gotha
| Name        | Lebensdaten | Regierungsdaten | verheiratet mit | Bemerkungen |
| ----------- | ----------- | --------------- | --- | --- |
| Ernst I.    | 1784–1844   | 1826–1844       | in erster Ehe Dorothe Luise, geb. Herzogin von Sachsen-Gotha-Altenburg, in zweiter Ehe Marie, geb. Prinzessin von Württemberg | 1806–1826 Herzog von Sachsen-Coburg-Saalfeld |
| Ernst II.   | 1818–1893   | 1844–1893       | Alexandrine, geb. Prinzessin von Baden                                                                                        | |
| Alfred      | 1844–1900   | 1893–1900       | Maria Alexandrowna, geb. Großfürstin von Russland                                                                             | auch britischer Duke of Edinburgh |
| Carl Eduard | 1884–1954   | 1900–1918       | Viktoria Adelheid, geb. Prinzessin von Schleswig-Holstein-Sonderburg-Glücksburg                                               | bis 1905 unter Regentschaft 1918 Abschaffung der Monarchie und Abdankung als Herzog bis 1919 auch britischer Duke of Albany 1919 Aberkennung aller britischen Titel und Würden |

## Staatsminister von Sachsen-Coburg und Gotha
- Anton von Carlowitz 1824 bis 21. Januar 1840
- Dietrich von Stein 21. Januar 1840 bis 15. Oktober 1840
- Georg Ferdinand von Lepel 15. Oktober 1840 bis 28. Februar 1846
- Dietrich von Stein 1. März 1846 bis 1. Dezember 1849
- Camillo von Seebach 1. Dezember 1849 bis 27. März 1888
- Gisbert von Bonin 1888 bis 1891
- Karl Friedrich von Strenge 1891 bis 1900
- Otto von Hentig Jurist, 1900 bis 1905
- Ernst von Richter, 1905 bis 1914
- Hans Barthold von Bassewitz, 5. Mai 1914 bis 1. Mai 1919

## Wappen

Wappen

Blasonierung: Das Wappen ist fünfmal geteilt und dreimal gespalten mit Mittelschild auf dem Schnittpunkt des sechsten, siebenten, zehnten und elften Feldes. In den Feldern:
- Herzschild: Neunmal von Schwarz und Gold geteilt. (Stammwappen der Wettiner, Ernestinische Linie und Kleines Staatswappen von Sachsen-Coburg-Gotha)
- Feld 1: In Gold ein schwarzer Löwe. (Herzogtum Jülich, Erbanspruch)
- Feld 2: In Rot eine goldene Lilienhaspel mit acht Lilien, belegt mit einem weißen Herzschild. (Herzogtum Kleve, Erbanspruch)
- Feld 3: In Silber ein goldgekrönter roter Löwe mit Doppelschweif. (Herzogtum Berg, Erbanspruch)
- Feld 4: In Rot drei goldene Seeblätter (2:1). (Herzogtum Engern, verfremdet, Erbanspruch)
- Feld 5: In Rot ein steigendes silbernes Ross. (Herzogtum Westfalen, Erbanspruch)
- Feld 6: In Schwarz ein goldener Löwe. (Herzogtum Coburg)
- Feld 7: In Blau ein siebenmal von Silber und Rot geteilter Löwe mit goldener Krone. (Landgrafschaft Thüringen)
- Feld 8: In Gold ein schwarzer Löwe (Markgrafschaft Meißen).
- Feld 9: Im geteilten Feld rechts in Gold auf grünem Dreiberg ein schwarzer Hahn mit rotem Kamm, links in Rot eine silberne Säule, darauf eine goldene Krone. (Rechts: Gefürstete Grafschaft Henneberg – Links: Herrschaft Römhild im Kreis Hildburghausen)
- Feld 10: Gespalten von Silber und Blau, belegt von einem goldbekrönten Löwen in verwechselter Tinktur, und die untere Hälfte des Feldes mit silbernen Balkenkreuzen besät. (Fürstentum Lichtenberg in der Pfalz)
- Feld 11: In Blau ein goldgekrönter goldener Adler. (Pfalzgrafschaft Sachsen)
- Feld 12: In Schwarz ein goldener Adler (Pfalzgrafschaft Thüringen)
- Feld 13: In Gold zwei blaue Pfähle. (Markgrafschaft Landsberg)
- Feld 14: In Silber drei rote Seeblätter (2:1). (Grafschaft Brehna im Kreis Bitterfeld)
- Feld 15: Im mit zehn roten Herzen bestreuten Feld ein schwarzer Löwe mit roter Krone. (Grafschaft Orlamünde)
- Feld 16: In Blau ein von Gold und Silber geteilter Löwe. (Herrschaft Pleißen)
- Feld 17: In Silber eine rote Rose mit goldenem Butzen und grünen Kelchblättern. (Burggrafschaft Altenburg in Thüringen)
- Feld 18: In Silber drei blaue Balken (Herrschaft Eisenberg im Kreis Stadtroda).
- Feld 19: In Gold ein 21-mal in drei Reihen von Silber und Rot geschachter Balken. (Grafschaft Mark in Westfalen, Erbanspruch)
- Feld 20: In Silber drei rote Sparren. (Grafschaft Ravensberg in Westfalen, Erbanspruch)
- Feld 21: In Gold ein silberner Schräglinksbalken, beseitet oben rechts von einem linksgewendeten schwarzen Raben. (Herrschaft Ravenstein in Noord-Brabant, Erbanspruch)
- Feld 22: In Blau ein linksgewendeter silberner Löwe. (Herrschaft Tonna im Kreis Gotha)
- Feld 23: Rot. (Regalienfeld)

Die Landesfarben waren seit etwa 1830 Grün und Weiß. Die Landesflagge war horizontal grün-weiß gestreift. Nur die Behörden verwendeten bei feierlichen Anlässen mitunter auch eine grün-weiß-grün-weiß gestreifte Flagge.